# Leionema equestre
Leionema equestre är en vinruteväxtart som först beskrevs av David Alan Cooke, och fick sitt nu gällande namn av Paul G. Wilson. Leionema equestre ingår i släktet Leionema och familjen vinruteväxter. Inga underarter finns listade i Catalogue of Life.